# Star Crossed
Star Crossed (port. Untertitel: Amor Em Jogo, dt.: Liebe im Spiel) ist ein portugiesischer Spielfilm des britischen Regisseurs Mark Heller aus dem Jahr 2009. Er ist eine im modernen Fußballgeschäft angesiedelte Adaption von Shakespeares Klassiker Romeo und Julia.

## Handlung
Paul Collins ist ein junger englischer Fußballspieler, der seine erste Saison bei Castelo spielt, einem der zwei Profivereine der Stadt. Nach einem besonders gewalttätigen Derby gegen den Lokalrivalen Invicta werden beide Vereine von der Liga gesperrt. Paul wird danach von einigen Mitspielern überredet, sich am Abend auf einer Gala des Rivalen Invicta einzuschleichen. Dort begegnet Paul der Tochter des Invicta-Präsidenten, Inês Silva, für die sich der englische Journalist Alex Pierce interessiert. Er wird dabei tatkräftig von ihrem Vater unterstützt, der sich als Invicta-Vereinspräsident von einer positiven Berichterstattung einen Vorteil in den Verhandlungen mit der Liga über die Wiederzulassung seines Vereins erhofft. Inês und Paul verlieben sich jedoch auf der Stelle und werden heimlich ein Paar. In der hasserfüllten Rivalität der Vereine begeben sie sich damit in äußerste Gefahr. Inês träumt von einem Glück mit Paul fernab des autoritären Vaters und der gefährlichen Vereinsrivalität. Paul, der die Gefahr insgesamt unterschätzt, vertraut sich dem gutmütigen Mannschaftsarzt Dr. Lawrence an. Mit dessen Hilfe und der von Inês Großmutter Carla beginnen Paul und Inês ihren Ausbruch aus den engen unbarmherzigen Fesseln, die sie umgeben. Sie verstricken sich jedoch in eine Reihe tragischer Entscheidungen, die sich schließlich dramatisch zuspitzen.

## Rezeption
In enger Adaption des klassischen Romeo-und-Julia-Motivs verlegt der Film die aufrichtige und bedingungslose Liebe eines jungen, unschuldigen Paares in die alles umspannende und unerbittliche Rivalität der zwei Vereine, in Entsprechung zu den zwei verfeindeten Familien in Shakespeares Originalvorlage. Die beiden fiktiven Vereine Castelo und Invicta spielen dabei auf die in Großbritannien und Portugal gleichermaßen bekannten, traditionsreichen Rivalitäten in den großen Städten an. Invicta ist zudem eine in Portugal gebräuchliche alternative Bezeichnung für die Stadt Porto, und die im Film verwendete Vereinsfarbe Blau ist auch die Farbe des FC Portos. Die Kommerzialisierung des Fußballs oder eventuelle Kulturunterschiede zwischen den englischen und portugiesischen Akteuren werden in dem Film kaum thematisiert.
Den optischen Hintergrund bilden die atmosphärischen Altstadtgassen und zahlreichen malerischen Kulissen der UNESCO-Welterbe-Stadt Porto, teils in langen Luftaufnahmen, die mit den schnellen Schnitten der Fußballszenen kontrastieren.
Star Crossed hatte am 4. Juni 2009 in Portugal Kinopremiere, und wurde 2010 als DVD veröffentlicht, bei ZON/Lusomundo (Nr. 1733/2010).